# Синчуков, Пётр Сидорович
Пётр Сидорович Синчуков (1920—1987) — майор Советской Армии, участник Великой Отечественной войны, Герой Советского Союза (1945).

## Биография
Пётр Синчуков родился 11 июля 1920 года в Гомеле. После окончания девяти классов школы работал счетоводом. В январе 1940 года Синчуков был призван на службу в Рабоче-крестьянскую Красную Армию. В 1943 году он окончил Тамбовскую военную авиационную школу лётчиков. С декабря того же года — на фронтах Великой Отечественной войны.
К марту 1945 года гвардии старший лейтенант Пётр Синчуков командовал звеном 75-го гвардейского штурмового авиаполка (1-й гвардейской штурмовой авиадивизии, 1-й воздушной армии, 3-го Белорусского фронта). К тому времени он совершил 119 боевых вылетов на штурмовку скоплений боевой техники и живой силы противника, нанеся ему большие потери.
Указом Президиума Верховного Совета СССР от 19 апреля 1945 года за «отвагу и мужество, проявленные при нанесении бомбовых и штурмовых ударов по противнику» гвардии старший лейтенант Пётр Синчуков был удостоен высокого звания Героя Советского Союза с вручением ордена Ленина и медали «Золотая Звезда» за номером 6213.
После окончания войны Синчуков продолжил службу в Советской Армии. В 1954 году он окончил Военно-воздушную академию. В 1956 году в звании майора Синчуков был уволен в запас. Вернулся в Гомель. Умер 10 октября 1987 года.

## Награды
Указом Президиума Верховного Совета СССР от 19 апреля 1945 года за «отвагу и мужество, проявленные при нанесении бомбовых и штурмовых ударов по противнику» гвардии старший лейтенант Пётр Синчуков был удостоен высокого звания Героя Советского Союза с вручением ордена Ленина и медали «Золотая Звезда» за номером 6213.
Был также награждён тремя орденами Красного Знамени, орденом Александра Невского, двумя орденами Отечественной войны I степени и рядом медалей.

## Память
- На здании средней школы № 16 в городе Гомеле установлена мемориальная доска герою, в школьном музее собраны материалы о жизни и подвигах П. С. Синчукова.
- Стела в честь П. С. Синчукова установлена на Аллее Героев в Гомеле (ул. Советская)[2][3].